# ポール・ラファルグ

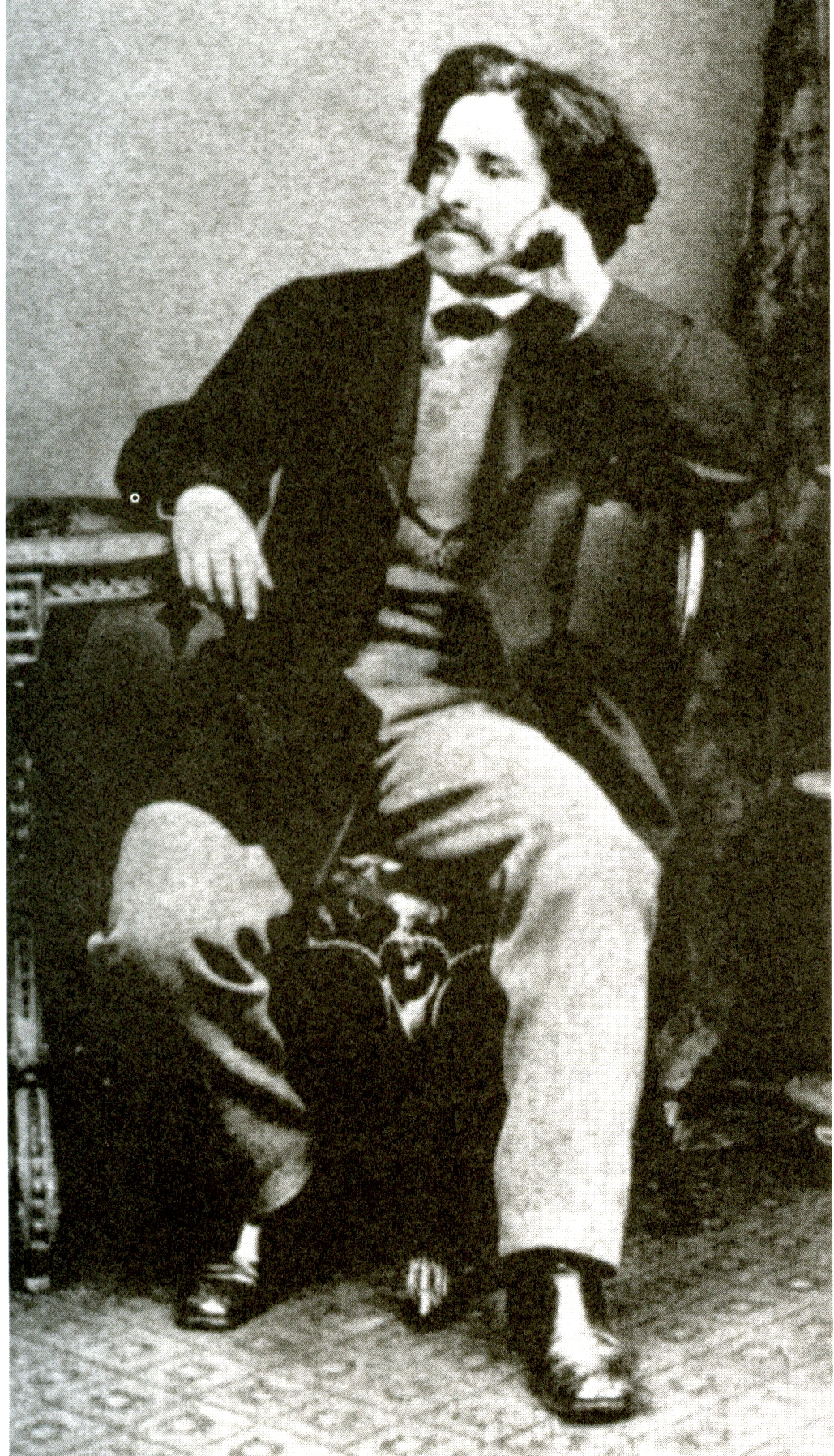
1871年のP.ラファルグ

ポール・ラファルグ（Paul Lafargue、1842年1月15日– 1911年11月26日）は、フランスの社会主義者、批評家、ジャーナリスト。カール・マルクスの婿。産業化した資本主義社会での賃金労働の非人間性を批判した著作『怠ける権利』(Le droit à la paresse)で知られる。

## 生涯

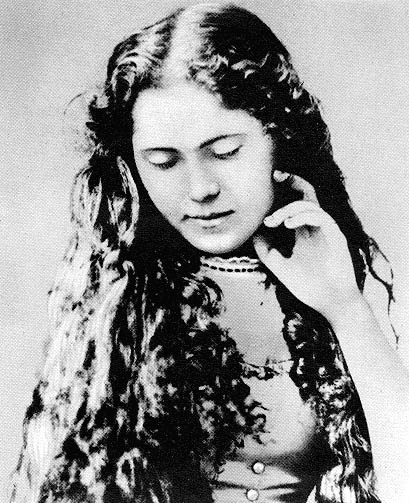
妻のラウラ (1845–1911)。1860年。カール・マルクスの二女で、ポールとともに自殺した

コーヒー農園を経営していたフランス人とクリオーリョの両親のもと、キューバのサンティアーゴ・デ・クーバに生まれる。一家は1851年にフランスのボルドーに移住し、ポールはトゥールーズのリセーを卒業してパリで薬学を学ぶ。そこで実証主義の哲学やナポレオン3世の支配に反対する共和主義者のグループに接することで彼の政治的なキャリアを始めた。プルードンの影響を受けて第一インターナショナルに参加するが、まもなくカール・マルクスやオーギュスト・ブランキを知ることで無政府主義の傾向は影が薄くなる。1865年にリエージュの国際学生会議に参加することでフランスの全ての大学から閉め出され、ロンドンで職探しをすることになる。そこで頻繁にマルクスの家庭に出入りし、1868年にはマルクスの次女ラウラと結婚する。
第一インターナショナルのスペイン支部を任されているが、当時スペインで盛んだった「州分権主義」の運動には関与していない。スペインはイタリアの無政府主義者ジュゼッペ・ファネッリの勢力圏であり、ラファルグはジャーナリストとしてミハイル・バクーニンやその亜流の影響力を落とすことにある程度成功した。パリ・コミューンの鎮圧により、スペインに避難したラファルグは地元のインターナショナルの支持者と連絡を取り合い、マルクス主義の影響力を広げようとするが、1930年代のスペイン内戦にいたるまで、スペインにおける無政府主義との争いは引き続くことになる。
1873年から1882年までロンドンに住み、フォトリソグラフィの店を開いたりフリードリヒ・エンゲルスの援助を受けながら生計を立てた。1880年から「レガリテ L'Egalité」紙の編集を始める。1882年にパリに戻り、ジュール・ゲードとともにフランス労働党を指導し、ストライキや選挙活動で数回投獄された。そして1880年には『怠ける権利』を発表し、資本主義社会の賃金労働は、マルクスの『資本論、第1部』、アリストテレスの引用や、キケローの表現も借りて『奴隷的で、本来創造的であるべき職業の尊厳を奪い』効率を至上とする過労を招くことを指摘。（『共産党宣言』第1部にも同趣の記述がある）その上でそれに対する抵抗権として、怠けの権利や週35時間労働制や休暇の充実を主張した。この著作は1883年に改定、再出版された。1891年には投獄中にもかかわらず、リール選出のフランス国会議員となる。マルクス主義理論家としてはあらゆる修正主義的傾向（ジャン・ジョレスを含む）や「ブルジョア政府」との闘争を続け、1908年のトゥールーズ会議で複数の社会主義勢力を一つにまとめるように試みたものの断念。これを最後に全ての公的活動から引退し、以後は妻のラウラとドラヴェイユに居住しつつもリュマニテへの寄稿など文筆活動に専念。1911年に70歳を目前として自邸にてラウラと共に自殺し、以下の様な遺書を残した。
| 「 | 生活の快楽と喜びが一つ一つ消えていき体力と知力も衰えてそれが重荷にならぬうち、心身ともに健康である時に自分は生涯を終えることとする。この数年来、私は齢70は越えないと心に決め、死への門出をこの歳に定めて自決する手段──青酸の皮下注射──を準備してきた。45年間我が身を捧げた立場が近い将来勝利することを確信しつつ、私はこの上ない歓喜を以て死ぬ。共産主義と第二インターナショナルに栄光あらんことを！ | 」 |

マルクスの娘婿ということもあってラファルグは、カール・カウツキーやカール・ヤルマール・ブランティングからカール・リープクネヒトやウラジーミル・レーニンに至るまで長老・若手、穏健・急進を問わず様々な立場から訪問を受け尊敬されていた。それだけにラファルグ夫妻が自殺によって生涯の終止符を打った事件は、ヨーロッパの社会主義者たちにとって衝撃であった。著作『怠ける権利』の内容にもかかわらず、彼ら革命家にとって二人の死は、「労働者のために献身できなくなった時はこの世から去るべきだ」という教訓として受け止められた。1927年にアドリフ・ヨッフェが自殺し、発見された遺書の中でラファルグの例をあげて自己弁護をしている。

## 著作
- Le Droit à la paresse "The Right to Be Lazy"（1880年、1883年）
- Le matérialisme économique de Karl Marx, (1884年)
- Cours d'économie sociale, (1884年)
- Le droit à la paresse, (1887年)
- The Evolution of Property from Savagery to Civilization, (1891年)
- Le socialisme utopique, (1892年)
- Le communisme et l'évolution économique, (1892年)
- Le socialisme et la conquête des pouvoirs publics, (1899年)
- La question de la femme Paris, (1904年)
- Le déterminisme économique de Karl Marx, (1909年)

### 日本語訳
- 千葉雄次郎・訳『社会主義社会観』（1922年、大鐙閣）
- 荒畑寒村・訳『私有財産の進化』（1923年、アルス社）
- 萩原厚生・訳『正義・善・霊・神の唯物史観』（1930年、先進社）
- 田淵晋也・訳『怠ける権利』（1972年、人文書院）